# 饒慧珊
饒慧珊（英語：Sandy Yiu Wai Shan，1988年3月23日—）是香港高級主播，now TV的新聞從業員。在香港樹仁大學新聞與傳播學系畢業。

## 簡歷
早年於九龍美孚新邨長大，在2011年在now TV主播工作，曾經在中途離開過，2016年重新回歸now TV主播工作直至2021年11月後再度離開。2024年1月，再度重回now TV。

## 家庭
因母親為臺灣人，故會講國語及閩南語。父親是一名潮州籍建築材料商人，有兩位姐姐，二姐是無綫當家花旦姚子羚（本名饒慧玲）。

## 資料來源與註釋
1. 1 2 3 4 5 6  . 頭條日報. 2016-01-11  [2019-07-24]. （原始内容存档于2020-09-08）. （页面存档备份，存于）
2. 1 2  . New Monday. 2018-07-30.
3. ↑  . 東方新地. 2018年7月30日  [2018年7月30日]. （原始内容存档于2019年7月25日）. （页面存档备份，存于）